# Ghionea
Ghionea – wieś w Rumunii, w okręgu Giurgiu, w gminie Ulmi. W 2011 roku liczyła 596 mieszkańców.